# Schloss Loibersdorf

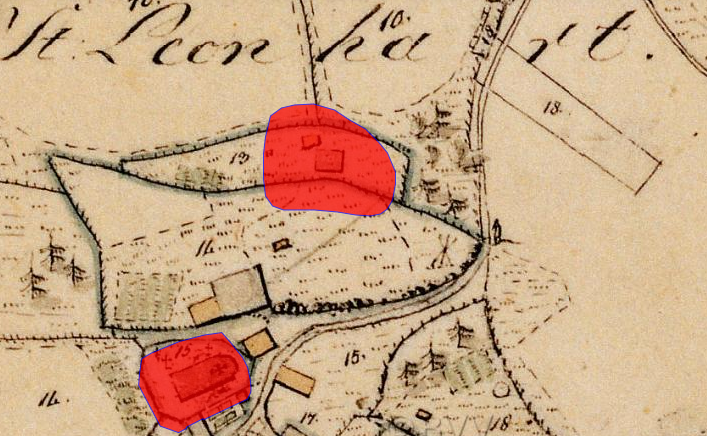
Lageplan von Schloss Loibersdorf auf dem Urkataster von Bayern

Das Schloss Loibersdorf befand sich im Ortsteil Loibersdorf der heutigen Gemeinde Babensham im Landkreis Rosenheim von Bayern. Das ehemalige Schloss liegt 120 m nordöstlich der Pfarr- und Wallfahrtskirche Sankt Leonhard in St. Leonhard am Buchat. Die Anlage wird als Bodendenkmal unter der Aktennummer D-1-7939-0218 im Bayernatlas als „untertägige frühneuzeitliche Befunde im Bereich von Schloss Loibersdorf und seinen Vorgängerbauten“ geführt. 

## Geschichte
Das Gebiet von Loibersdorf gehörte nach dem Indiculus Arnonis von 790 zum Erzbistum Salzburg. Bereits im 12. Jahrhundert ist Loibersdorf als Sitz eines Adeligen, vielleicht eines Ministerialen des Erzbistums, nachgewiesen. 1606 wird Loibersdorf in einer Hofmarksbeschreibung des Landgerichts Kling als adeliger Sitz angeführt. Die Beschreibung von 1606 lautet: Ist ain schöns Schlößl, gehört weilandt Oßwaldten Khreidenhubers zu Sibenburg selligen Wittib und Erben zue. Dieser Kreidhuber war 1605 verstorben. Nachfolgend gab es Auseinandersetzungen wegen des Erbes, die 1613 sogar die Lehensstube in München beschäftigten. 1689 ist das Chorherrenstift Au am Inn als Inhaber nachgewiesen und das Gebäude wird als Sommerschloss der Pröbste genutzt. 1694 kam es zur Errichtung eines Neubaus. Die Hofmarksrechte konnten erst im Ausgang des 18. Jahrhunderts erworben werden, damit war Loibersdorf das jüngste Niedergericht im Landgericht Kling.
Bis zur Säkularisation von 1803 gehörte das Schloss dem Kloster Au.

## Schloss Loibersdorf heute
Das Gebäude ist ein schlichter quadratischer Bau.